# Monto
Monto est une ville rurale dans la région de Burnett North, Queensland, Australie,. Lors du recensement de 2016, Monto avait une population de 1 189 habitants.

## Géographie
Monto est situé sur la Burnett Highway, 500 km au nord-ouest de Brisbane et 235 km au sud de Rockhampton.